# أماندا بارنارد
أماندا بارنارد (بالإنجليزية: Amanda Barnard)‏ هي فيزيائية أسترالية، ولدت في 31 ديسمبر 1971 في لاونسستون في أستراليا.

## وصلات خارجية
- الموقع الرسمي